# Ричетти, Валерио
Валерио Ричетти (Рикетти) (англ. Valerio Ricetti; 1898—1952) — австралийский отшельник итальянского происхождения, который в течение 23 лет жил в пещере в районе города Гриффит.

## Биография
Родился 4 октября 1898 года в городе Сондало, Ломбардия, недалеко от границы со Швейцарией. Хотя Ричетти сообщил своему хорошему другу Петронио Чеккато (Petronio Ceccato), что родился 4 октября 1898 года, он время от времени корректировал свою дату рождения, чтобы использовать это в различных жизненных ситуациях с пользой для себя.
Будучи подростком, был учеником каменщика и бетонщика, познакомился с технологиями строительства автомобильных и железнодорожных тоннелей. Мечтая побывать в Австралии, копил деньги на эту поездку. В связи с надвигающейся Первой мировой войной дядя Валерио одолжил ему средства для переезда в Австралию. В октябре 1914 года Валерио Ричетти прибыл в Порт-Пири, штат Южная Австралия. Проработав там несколько месяцев, перебрался в шахтерский город Брокен-Хилл, в котором остановился в пансионате, принадлежащем Валентино и Элизабет Чеккато.
Валентино помог Валерио устроиться на работу на шахту. Он хорошо научился говорить по-английски, также мог объясняться на итальянском, немецком и французском языках. Через некоторое время Валерио Ричетти покинул Южную Австралию и переехал в штат Виктория, проживал в Мельбурне. В 1928 году он находился в местечке Burrinjuck в штате Новый Южный Уэльс и работал матросом на пароходе Mary Anne на реках Муррей, Маррамбиджи и Локлан. Путешествуя в свободное время, Ричетти добрался до города Хиллстон и затем до местечка Гриффит, где его застал сильный ливень. Укрывшись здесь от ливня, он исследовал место, где провел ночь, и обнаружил огромный нависающий камень, который образовал под собой сухую, похожую на пещеру область. Рядом находились два резервуара, заполненные водой, фруктовые и овощные фермы.
Ещё дядя Валерио — Бортоло Ричетти (Bortolo Ricetti) — посещал в Австралию в 1880-х годах в эпоху золотой лихорадки в поисках своего состояния. В городе Брокен-Хилл он добывал опалы; затем, заработав, открыл пансион для шахтеров. В начале 1900-х годов Бортоло узнал, что в Северном Квинсленде недорого продают землю для стимулирования развития сельского хозяйства — он продал дом и переехал в город Innisfail, штат Квинсленд, где основал ферму по выращиванию сахарного тростника. Перед Первой мировой войной Бортоло вернулся в Италию в свой родной город Тирано, а своих племянников призвал покинуть Италию и отправиться в Австралию. Так фермой сахарного тростника стали управлять Джакомо и Бортоло Бомбардье.

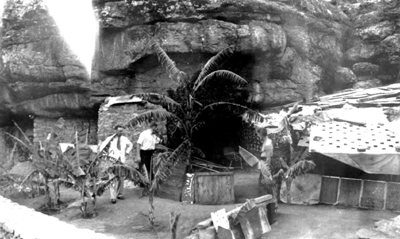
Жилище Валерио Ричетти в 1936 году

Валерио Ричетти решил остаться жить у обнаруженного во время ливня укрытия, построив пещеру с каменной стеной среди зарослей кустарника, откуда он незамеченным мог наблюдать за окружающими. Будучи трудолюбивым человеком, он очистил прилегающую территорию, создал массивные каменные галереи и дорожки, развёл сады на склонах утесов. В течение нескольких лет он вручную переместил сотни тонн камня, и никто в этом районе не подозревал о его присутствии. Все это время он жил за счет того, что давала ему земля. В 1935 году, после того как Ричетти провел в своём убежище шесть лет, он упал, сломав ногу и сильно повредив ребра. Его обнаружил проходивший мимо свэгмен, который вызвал скорую помощь, и отшельника отвезли в ближайшую больницу Гриффита. Из-за этого несчастного случая и необходимости обратиться к властям, Валерио Ричетти из состояния затворнической безвестности мгновенно приобрёл широкую популярность. После выздоровления он снова вернулся в свою пещеру, и, не имея никаких денег, но желая отблагодарить лечившего его доктора Баррелла (E. W. Burrell), выполнял некоторые работы в его саду. Врач объяснил отшельнику, что является государственным медицинским работником и оплаты за его работу не требуется. После этого Ричетти и Баррел стали хорошими друзьями — доктор регулярно навещал его в пещерном доме, принося подарки и вещи.
С началом Второй мировой войны власти Австралии требовали, чтобы граждане вражеской страны были зарегистрированы в соответствии с Положениями о национальной безопасности (National Security (Aliens Control) Regulations), каждую неделю появлялись в местный полицейский участок и имели при себе удостоверение личности. Ричетти был задержан властями 4 марта 1942 года за то, что не зарегистрировался. Местная полиция провела обыск в его пещере. Несмотря на то, что не было найдено никаких признаков нелояльного характера с его стороны или каких-либо запрещенных вещей, Валерио был арестован 3 мая этого же года в своей пещере и перемещен в Лагерь для военнопленных и заключенных в Ливерпуле, а затем переведен в лагерь для интернированных в Коуре. 21 апреля 1943 года он был переведен в лагерь для интернированных в Лавдее, штат Южная Австралия. Спустя восемь месяцев Ричетти был освобожден, доставлен в Сидней и ему было назначено место жительства на ферме городка Йугали недалеко от Гриффит, которая принадлежала семье Чеккато. 30 ноября 1944 года местом его проживания официально стала его пещера на территории Crown Reserve (ныне Scenic Hill).
Известно, что после этого он работал на ферме Чеккато, а также выполнял работы в своей пещере. К маю 1952 года здоровье у Валерио Ричетти ухудшилось. Он к этом времени накопил 1400 фунтов стерлингов, что позволило ему вернуться в Италию, частично с намерением увидеть своего брата, с которым он потерял связь. Он намеревался вернуться в Австралию, потому что купил обратный билет и оставил свои сбережения в местном банке. Однако в ноябре 1952 года семья Чеккато в Австралии получила уведомление от муниципалитета провинции Сондрио, что Ричетти умер.
Пещерный дом Валерио Ричетти стал известен в Австралии как Пещера отшельника, и сохранился по настоящее время, будучи включённым в Реестр наследия штата Новый Южный Уэльс.